# 리마우스카소보타구

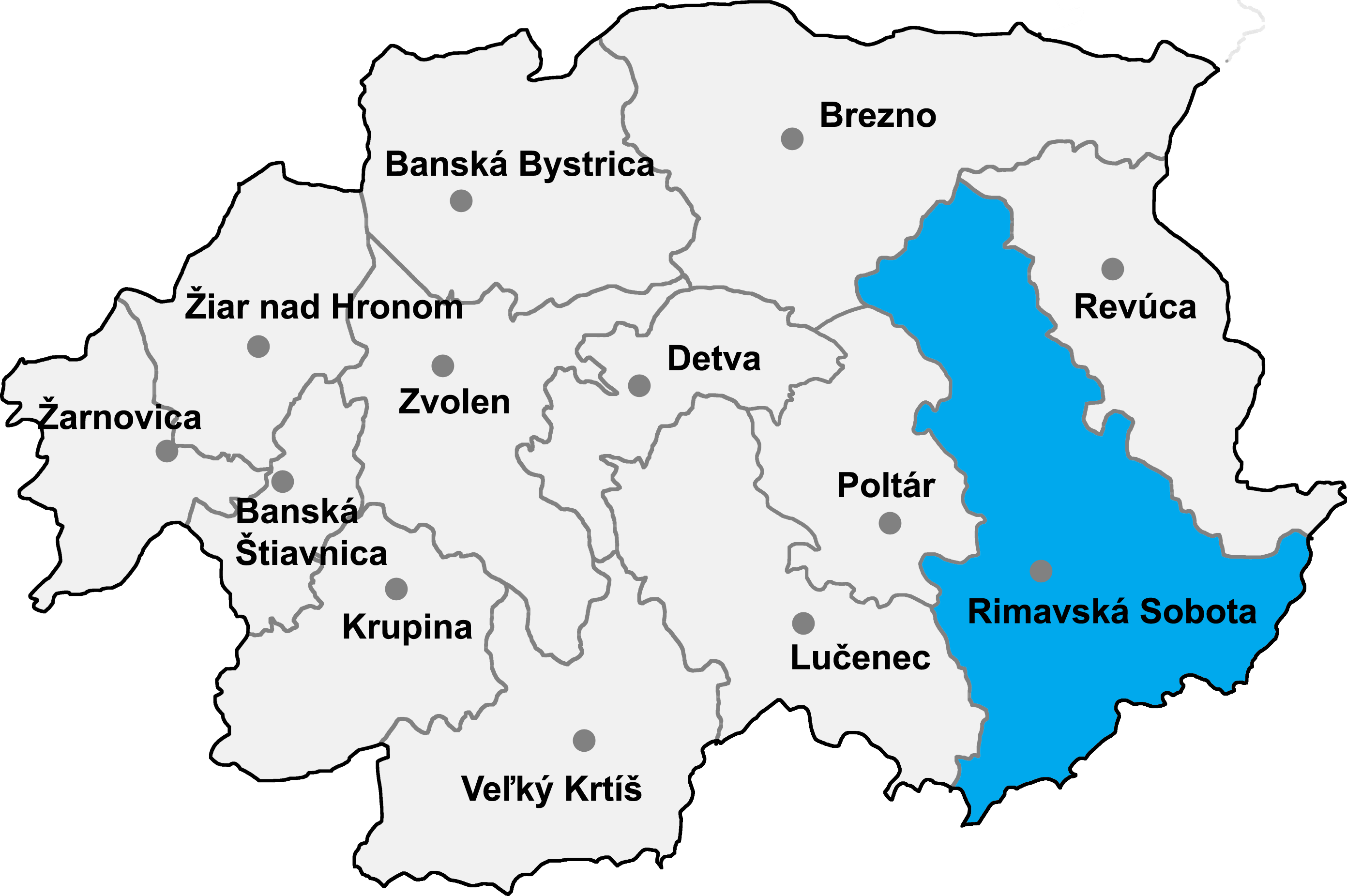
리마우스카소보타구의 위치

리마우스카소보타구(슬로바키아어: Okres Rimavská Sobota)는 슬로바키아 반스카비스트리차주를 구성하는 13개 구 가운데 하나로 행정 중심지는 리마우스카소보타이며 면적은 1,471.08km2, 인구는 84,752명(2014년 기준), 인구 밀도는 57.61명/km2이다.
반스카비스트리차주 남동부에 위치하며 107개 지방 자치체(3개 시, 104개 마을)를 관할한다. 서쪽으로는 루체네츠구, 폴타르구, 북쪽으로는 브레즈노구, 동쪽으로는 레부차구와 접하며 남쪽으로는 헝가리와 국경을 접한다.